# Уцелевший (роман)
«Уцелевший» (англ. Survivor) — роман Чака Паланика. Написан в 1999 году.

## Сюжет
Тендер Брэнсон — единственный уцелевший из своей религиозной общины. Он рассказывает историю своей жизни чёрному ящику на борту рейса 2039 самолета «Боинг-747», летящего где-то над Тихим океаном.
Цель общины — помощь обычным людям следить за их домами. На протяжении всей книги автор дает советы, как очистить такие-то пятна или отстирать какую-либо грязь, чем полить цветы, чтобы они дольше не вяли или как отпугивать мелких грызунов.
Но вера их развенчана, и фанатики начинают умирать один за другим, а в один прекрасный момент главный герой становится новым мессией…

## Персонажи
- Тендер Бренсон — протагонист
- Фертилити Холлис — подруга Тендера
- Адам Брэнсон — старший брат-близнец Тендера
- Агент — публичный агент Тендера

## Экранизация
В 1999 году проект был заказан студией «20 век Фокс», но из-за событий 11 сентября в 2001 году был отложен. На данный момент проект находится в разработке